# Bobinho
Bobinho ou rodinha de bobo é uma brincadeira de criança, também usada pelos futebolistas no aquecimento das partidas.
Esta "brincadeira", que é tradicional no Brasil seja nos treinos dos clubes, colégios, na rua ou na praia, funciona da seguinte maneira: um grupo forma um círculo, e um ou dois deles ficam no centro deste círculo. Enquanto os que formam o círculo tocam a bola entre si, os que estão no centro do círculo, que são chamados de "bobos", tem que tentar interceptar os passes. Se conseguir, quem tocou a bola pela última vez será o novo bobinho. Em alguns lugares, existe a regra em que obriga o bobo a ficar mais uma rodada caso tome uma caneta. Outra regra é a que se tocar a bola para a outra pessoa sai do bobo não importa se está no ar ou no chão.
As rodinhas de bobo tem sido cada vez mais usada nos treinamentos e aquecimentos do futebol profissional, em que a ocupação de espaço tem sido cada vez mais utilizada, para aguçar os reflexos e a agilidade dos atletas.
Você precisa de no mínimo 3 pessoas até a quantidade que você quiser, e uma bola para o "bobo" fazer tentativas de tentar conseguir agarrá-la.